# Cinnyris coccinigastrus
Cinnyris coccinigastrus là một loài chim trong họ Nectariniidae.